# Dibattito sull'estetica della calligrafia
Il dibattito sull'estetica della calligrafia si ebbe in Cina tra il 1979 e il 1985.

## Storia
Queste teorie fornirono le basi al movimento del neoclassicismo, che darà le prerogative essenziali di tutta la calligrafia di stampo tradizionale degli ultimi venti anni.
La nascita di un vero e proprio apparato estetico calligrafico, inteso come una serie di studi legati al pensiero cinese ed alla sua evoluzione contemporanea, vede al suo interno numerose e differenti teorie.
Nello Shufa Meixue Jianlun di Liu Gangji, prima opera dedicata all'estetica della calligrafia, del 1979, si espone la teoria del riflesso (fanying lun):
Successivamente a Liu Gangji, altre teorie furono proposte da Jiang Chengqing, da Jin Xuezhi, Zhou Junjie, Chen Fangji, ecc.
Tra i numerosi esponenti del dibattito vi fu anche un grande studioso del pensiero cinese e della filosofia occidentale ovvero Li Zehou, contribuì al dibattito con alcuni scritti di grande importanza: l'articolo Luelun Shufa apparso sulla rivista Zhongguo Shufa 1/'86, dove descrive con grande chiarezza le sue posizioni al riguardo, che sono una sorta di compromesso tra la teoria del riflesso di Liu Gangji e quella dei segni astratti di Jiang Chengqing.
I temi e le problematiche maggiormente trattate in questi anni riguardano, oltre ai canoni estetici veri e propri che un'opera calligrafica deve possedere, i contenuti, l'impatto con la popolazione (essendo la calligrafia diventata un'arte del popolo e per il popolo.
I materiali e gli strumenti, ma soprattutto il ruolo del carattere cinese all'interno della calligrafia, quest'ultimo porterà al consolidamento di due fazioni: la chuantong pai, ovvero i tradizionalisti, che vedono nel carattere cinese la condizione per la quale ha luogo la calligrafia, e la xiandai pai, che ne rifiuta il ruolo predominante e che pone in primo piano il concetto di tratto.
Il dibattito sull'estetica della calligrafia portò alla formazione di un inedito e folto gruppo di critici e studiosi, i quali ebbero il compito di fornire strutture teoriche a quella che viene chiamata calligrafia contemporanea: oltre ai personaggi già citati, si ricordino anche Chen Zhenlian, uno dei primi ad approcciarsi alla calligrafia giapponese, Wang Yichuan, Qiu Zhenzhong, Huang Jian e Wang Xuezhong, uno dei teorici di spicco della Xiandai pai.